# Semavi
Semavi ist ein türkischer männlicher Vorname arabischer Herkunft.

## Namensträger
- Semavi Eyice (1922–2018), türkischer Kunsthistoriker
- Semavi Özgür (* 1982), türkischer Fußballspieler